# Йоганутые
«Йоганутые» (англ. Yoga Hosers) — комедийный фильм ужасов 2016 года режиссёра Кевина Смита. Второй фильм из его канадской трилогии низкобюджетных фильмов ужасов. Первый фильм «Бивень» был выпущен в 2014 году. Производство третьего фильма «Лосиные челюсти» было отложено на неопределённый срок из-за низких рейтингов первых двух фильмов.

## Сюжет
Коллин Коллетт и Коллин Маккензи — две 15-летние девушки, которые после школы подрабатывают в круглосуточном магазине, играют в кавер-группе «Глэмтракс» и посещают в свободное время занятия по йоге. На уроке истории в школе, во время изучения участия Канады во Второй мировой войне, девушки узнают, что в их стране в 1930-е годы тоже были нацисты. Они узнают про «канадского фюрера» Адриена Аркана и его «правую руку», Андроникуса Аркейна. Во время войны Адриен Аркан был арестован, а вот Андроникус Аркейн бесследно исчез.
Отец Коллин Коллетт Боб, которому принадлежит магазин, и его подруга Табита, которая работает менеджером в этом магазине, внезапно решают отправиться в поездку на Ниагарский водопад, оставив девушек одних управлять магазином. Подругам не очень нравится такой расклад, так как именно в этот вечер они собирались идти на вечеринку к старшеклассникам. Так получается, что в этот вечер в магазине совсем нет клиентов, и девушки решают перенести вечеринку в сам магазин. Однако в магазин приходит только Хантер со своим другом Гордоном. Коллин Маккензи, которой симпатичен Хантер, уединяется с ним в подсобке. Здесь же оказывается, что Хантер сатанист, и всё, что он хочет от девушки, это принести её в жертву. Внезапно на него нападают сосинаци (сосиски-нацисты), убивая его и Гордона. Девушкам же удаётся справиться с сосисками при помощи своих навыков йоги. На место прибывает полиция, которая арестовывает девушек по подозрению в убийстве двух юношей. Ни в каких сосисочных нацистов полицейские не верят.
В полицейский участок приезжает Ги Лапуан, который расследует серию странных убийств, произошедших в городе в последнее время. Лапуан верит девушкам и помогает им покинуть полицейский участок. Вся компания отправляется в магазин. Там на них нападают сосиски-нацисты и утаскивают в подземный бункер, где герои встречают Андроникуса Аркейна, который рассказывает им свою историю. Во время войны он спустился в бункер, чтобы создать армию клонов для завоевания Канады и Соединённых Штатов. Клоны должны были взращиваться в течение ста лет, и на это время Андроникус заморозил себя в криогенной камере. Однако из-за перебоев с электроснабжением он разморозился раньше времени, и его клоны также не успели пройти положенный период инкубации. Их дефект состоял в том, что они остались маленького размера. Андроникус был расстроен, но в то же время он не был фанатичным нацистом, к тому же война давно закончилась. Он начал создавать нового монстра для решения уже других своих проблем. Андроникус построил голема, задачей которого должно стать уничтожение всех искусствоведов, поскольку в прошлом они часто критиковали скульптурные работы Андроникуса. На глазах Ги Лапуана и девушек Андроникус запускает монстра, но тот восстаёт против своего хозяина и убивает его. Девушки же справляются с големом при помощи своих навыков йоги.

## В ролях
- Лили-Роуз Депп — Коллин Коллетт
- Харли Квинн Смит — Коллин Маккензи
- Джонни Депп — Ги Лапуан
- Джастин Лонг — Йоги Бэйер
- Остин Батлер — Хантер Кэллуэй
- Адам Броди — Икабод
- Ральф Гарман — Андроникус Аркейн
- Тони Хейл — Боб Коллетт
- Наташа Лионн — Табита
- Хэйли Джоэл Осмент — Адриен Аркан
- Ванесса Паради — мисс Морис
- Тайлер Пози — Гордон Гринлиф
- Генезис Родригес — мисс Виклэнд
- Дженнифер Швалбах-Смит — мисс Маккензи
- Сашир Замата — директриса
- Харли Моренштейн — фанат туалетки
- Джейсон Мьюз — полицейский
- Кевин Смит —  сосинаци
- Кевин Конрой — Канадский Бэтмен
- Стэн Ли — диспетчер в полицейском участке

## Производство и выпуск
Ещё до премьеры фильма «Бивень» Кевин Смит рассказал, что работает над его продолжением, фильмом «Йоганутые». В съёмках продолжения примут участие актёры из первого фильма, а главные роли исполнят дочь Деппа Лили-Роуз и дочь Смита Харли Квинн. Сам же Смит исполнил роль сосиски-нациста. В эпизоде в фильме появился Стэн Ли. Это его второе появление в фильмах Кевина Смита. В первый раз Стэн Ли появлялся у Смита в фильме «Лоботрясы» (1995). Исполнительным продюсером фильма стал Томас Эшли, он же оплатил 25 % расходов на его создание.
Смит объявил 20 августа 2014 года, что съёмки фильма начались. 18 сентября Смит рассказал на SModcast, что три четверти фильма готовы, а остальное будет закончено, как только Депп станет доступен для съёмок. Основные съёмки завершились в январе 2015 года.
Мировая премьера фильма прошла на кинофестивале Сандэнс 24 января 2016 года. Кевин Смит к премьере фильма придумал комикс Yoga Hosers: When Colleens Collide, а Джефф Куигли проиллюстрировал его. Комикс рассказывает о том, как девушки познакомились и стали друзьями. В апреле 2016 года Invincible Pictures приобрели права на распространение фильма в США. Первоначально планировалось выпустить фильм 29 июля, но позже релиз был перенесён на 2 сентября.

## Рецензии
Критиками и зрителями фильм был принят плохо. На сайте Rotten Tomatoes рейтинг «свежести» фильма 22 % на основе 59 рецензий. По мнению сайта, это «низкая точка в некогда многообещающей карьере Кевина Смита». На сайте Metacritic у фильма 23 балла из 100 на основе мнения 17 критиков.

## Продолжение
Фильмы «Бивень» и «Йоганутые» должны были завершаться третьим фильмом «Лосиные челюсти» (англ. Moose Jaws). Ещё в 2014 году на San Diego Comic-Con Кевин Смит рассказывал, что уже работает над сценарием для третьего фильма. В январе 2016 года на своём подкасте Hollywood Babble-On Смит подтвердил, что Джей и Молчаливый Боб появятся в «Лосиных челюстях», чтобы таким образом объединить эту трилогию ужастиков и вселенную View Askewniverse. Однако из-за того, что первые два фильма были плохо приняты публикой, работа над третьим фильмом стала откладываться и переноситься. Летом 2018 года Кевин Смит сказал, что всё же хотел бы завершить трилогию.